# الطيران إلى ريو (فلم)
الطيران إلى ريو (بالإنجليزية: Flying Down to Rio) هو فيلم أمريكي من بطولة دولوريس ديل ريو، جين ريمون، جنجر روجرز وفريد أستير. صدر الفيلم في 29 ديسمبر 1933.

## روابط خارجية
- مقالات تستعمل روابط فنية بلا صلة مع ويكي بيانات